# Middlesex Fells Reservation
Das Gebiet Middlesex Fells Reservation, oder auch vereinfacht The Fells, ist ein 2575 Acres (4,2 km²) großer State Park in Malden, Medford, Melrose, Stoneham und Winchester im Bundesstaat Massachusetts der Vereinigten Staaten. Der Park wird vom Department of Conservation and Recreation verwaltet und ist Teil des Metropolitan Park System of Greater Boston. Der Verwaltungssitz des Parks befindet sich inklusive eines Besucherzentrums (2012 noch im Bau) an der Adresse 4 Woodland Road in Stoneham.

## Hintergrund
Der Park wird vorwiegend für Spaziergänge, zum Wandern, zum Ausführen von Hunden, Laufen, Mountainbikefahren, Klettern und zum Skifahren genutzt. Im Park gibt es mit dem Fells Reservoir einen Stausee, der früher die Stadt Winchester mit Trinkwasser versorgte. Der Spot Pond ist ein Trinkwasserspeichersee der Massachusetts Water Resources Authority für das Quabbin Reservoir, daneben gibt es aber auch viele kleinere Tümpel und Teiche, die nur nach der Schneeschmelze im Frühjahr wasserführend sind. In den Sommermonaten können auf dem Spot Pond Segelkurse belegt und Boote gemietet werden. Weiterhin gibt es zwei Aussichtstürme, von denen die Umgebung und die Stadt Boston betrachtet werden können.
Anstelle des Fells Reservoir übernehmen heute die drei Stauseen North, Middle und South die Trinkwasserversorgung von Winchester. Das Fells Reservoir und der Spot Pond sind Teil des Wachusett-Wasserverteilungssystems, das als eines von sechs primären Wassersystemen die Metropolregion Greater Boston versorgt.
Die in den Park führenden Wege können von den Abfahrten Nr. 33 und 34 der Interstate 93 erreicht werden.

## Geschichte
Die Gegend um die Middlesex Fells wurde zuerst durch John Winthrop, Gouverneur der Massachusetts Bay Colony, im Jahr 1632 erforscht. Das Land wurde zunächst für die Holzwirtschaft, Steinbrüche und die Erzeugung von Eis genutzt, wozu unter anderem das Dorf Haywardville innerhalb des heutigen Schutzgebiets als Stützpunkt gebaut wurde. Dort wurden viele Fabriken und Mühlen errichtet, von denen ein Unternehmen die ersten vulkanisierten Gummiprodukte herstellte. Überreste einige dieser Gebäude können auch heute noch im in das NRHP eingetragenen Spot Pond Archeological District besichtigt werden, der sich im Bereich Virginia Woods des Schutzgebiets befindet.
Das Gebiet wurde 1891 durch eine Spende von Virginia Wood über Charles Eliot den Trustees of Reservations zur Verfügung gestellt. Im Jahr 1893 übernahm der Staat das Eigentum und wies ihn als State Park aus.

## Erholungs- und Freizeitaktivitäten

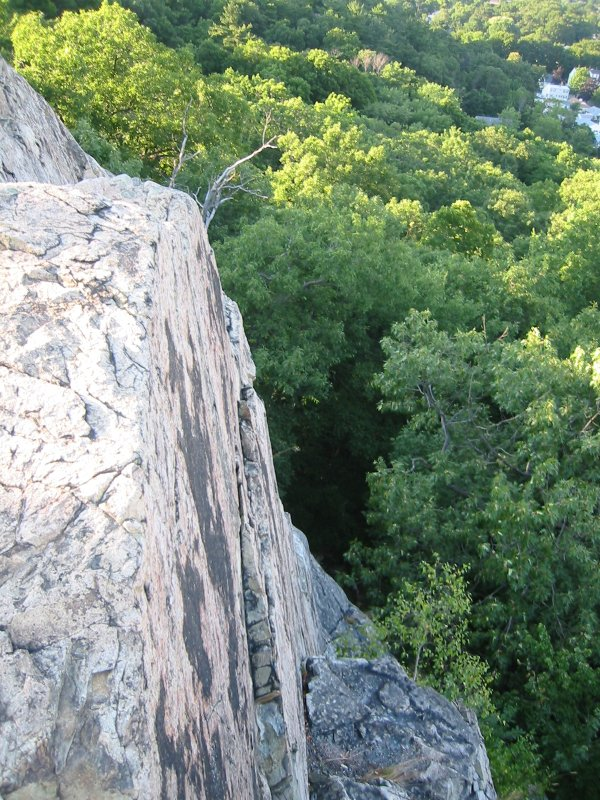
Eine Felsenklippe in den Fells.

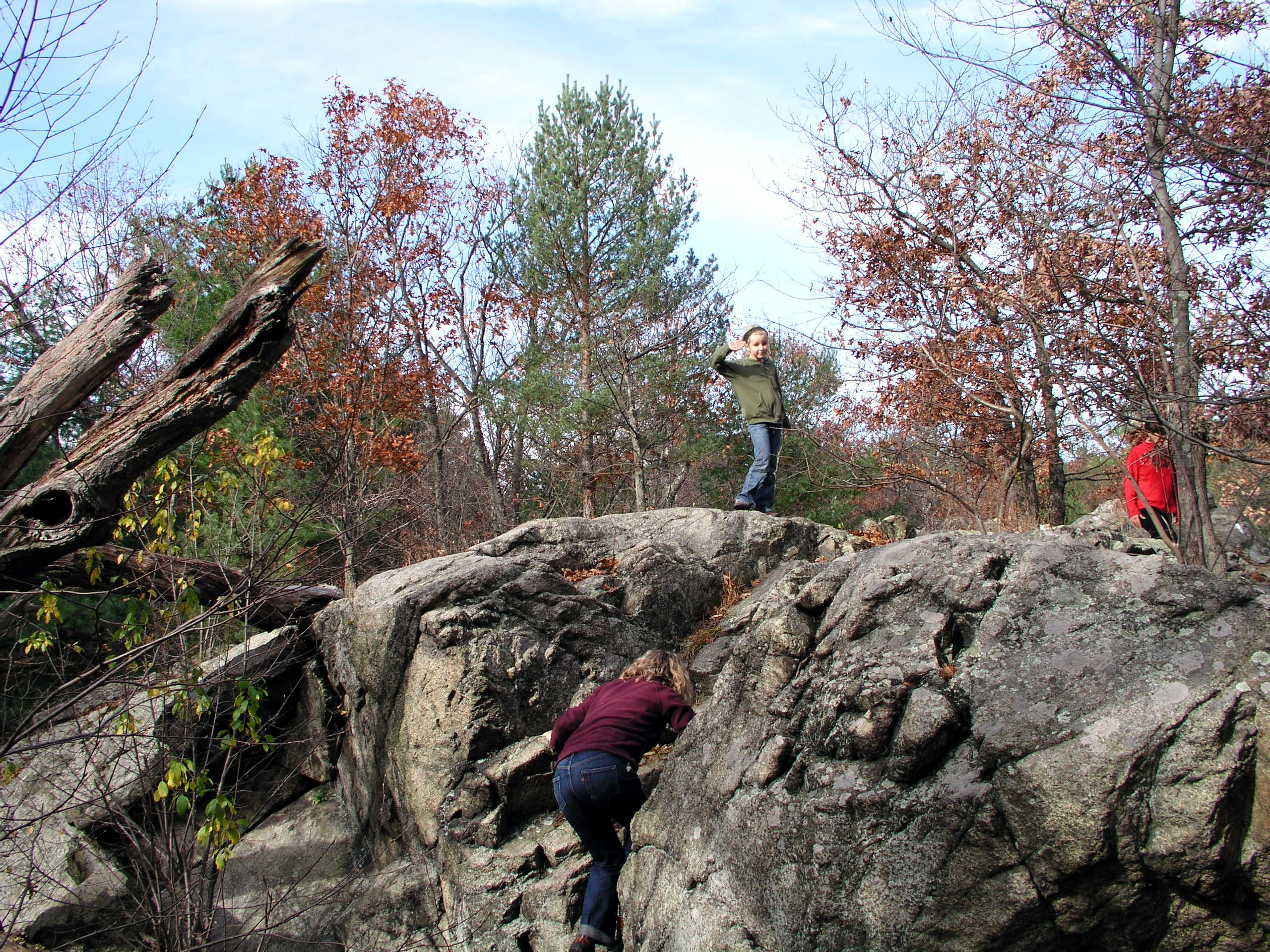
Ein Kletterfelsen für Kinder in der Nähe der Panther Cave.

Als Wassersport kann gesegelt, mit Kanus Motorbooten gefahren sowie geangelt werden. An Land gibt es besonders ausgewiesene Strecken für Mountainbikes sowie Reitwege, die Fußgängerwege laden zum Spaziergang, Wandern und Laufen ein. Es gibt Picknick- und Spielplätze sowie Kletterfelsen, im Winter gibt es Möglichkeiten zum Skifahren und zum Hundeschlitten fahren.

## Einträge in das NRHP
Zusätzlich zum Status des State Park sind mehrere Teilbereiche des Gebiets in das National Register of Historic Places (NRHP) eingetragen. Das Areal rund um den Spot Pond östlich der I-93 ist Teil des Middlesex Fells Reservoirs Historic District, die befestigten Wege des Parks und an seinen Grenzen sind als Middlesex Fells Reservation Parkways gelistet. Das Besucherzentrum befindet sich im historischen John Bottume House in Stoneham und ist nicht weit entfernt vom Metropolitan District Commission Pumping House aus dem Jahr 1906. Geschichtlich relevante archäologische Fundstätten im Park sind Teil des Spot Pond Archeological District. Außerdem sind mit den Fells Connector Parkways, die den Park mit dem Mystic River Reservation in Winchester verbinden, auch außerhalb liegende Straßen in das NRHP eingetragen. Analog gilt dies für den Lynn Fells Parkway, der den Park mit der Breakheart Reservation in Saugus verbindet.

## Bildergalerie

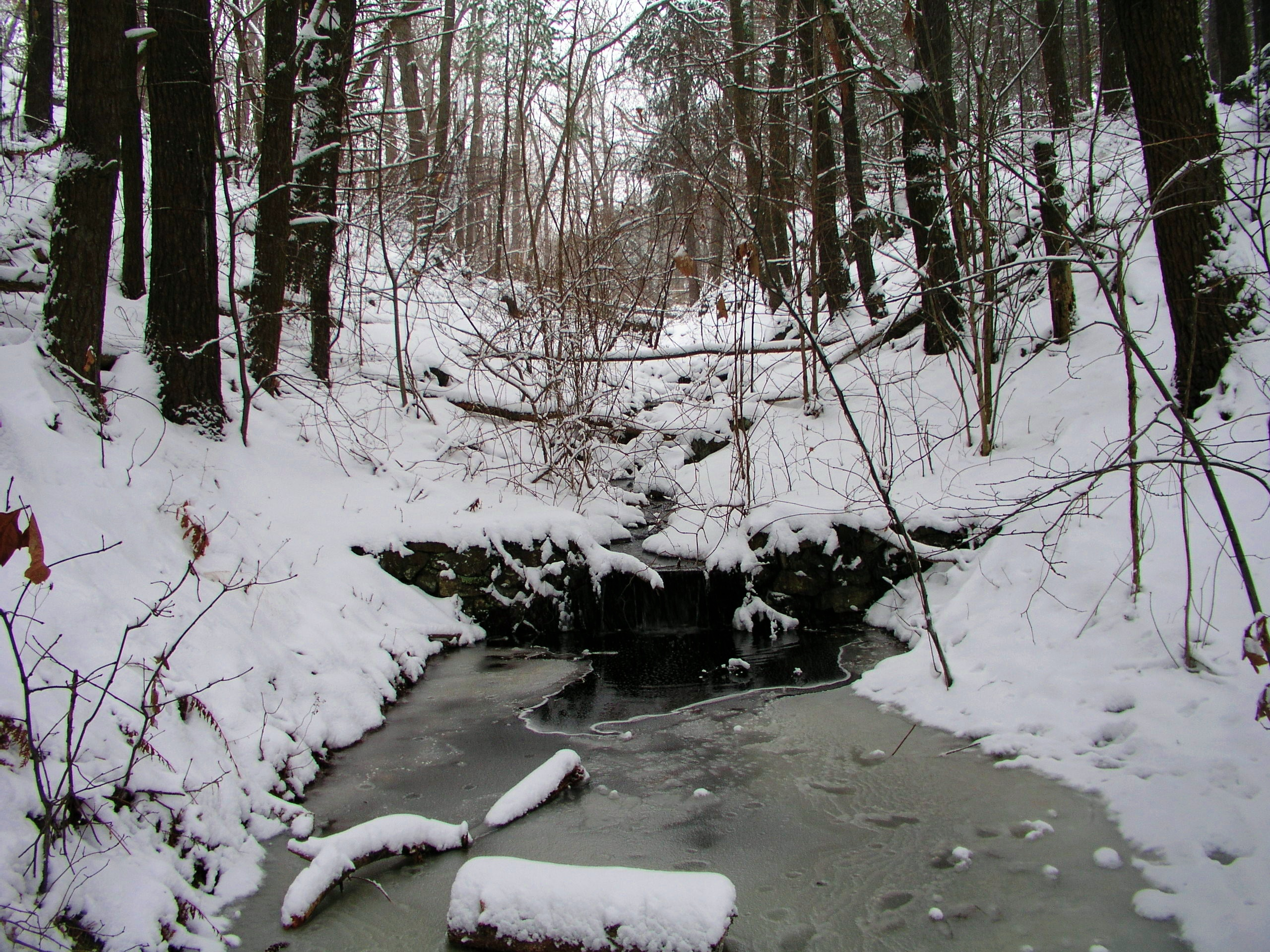
Ein kleiner Wasserfall im Dezember 2009
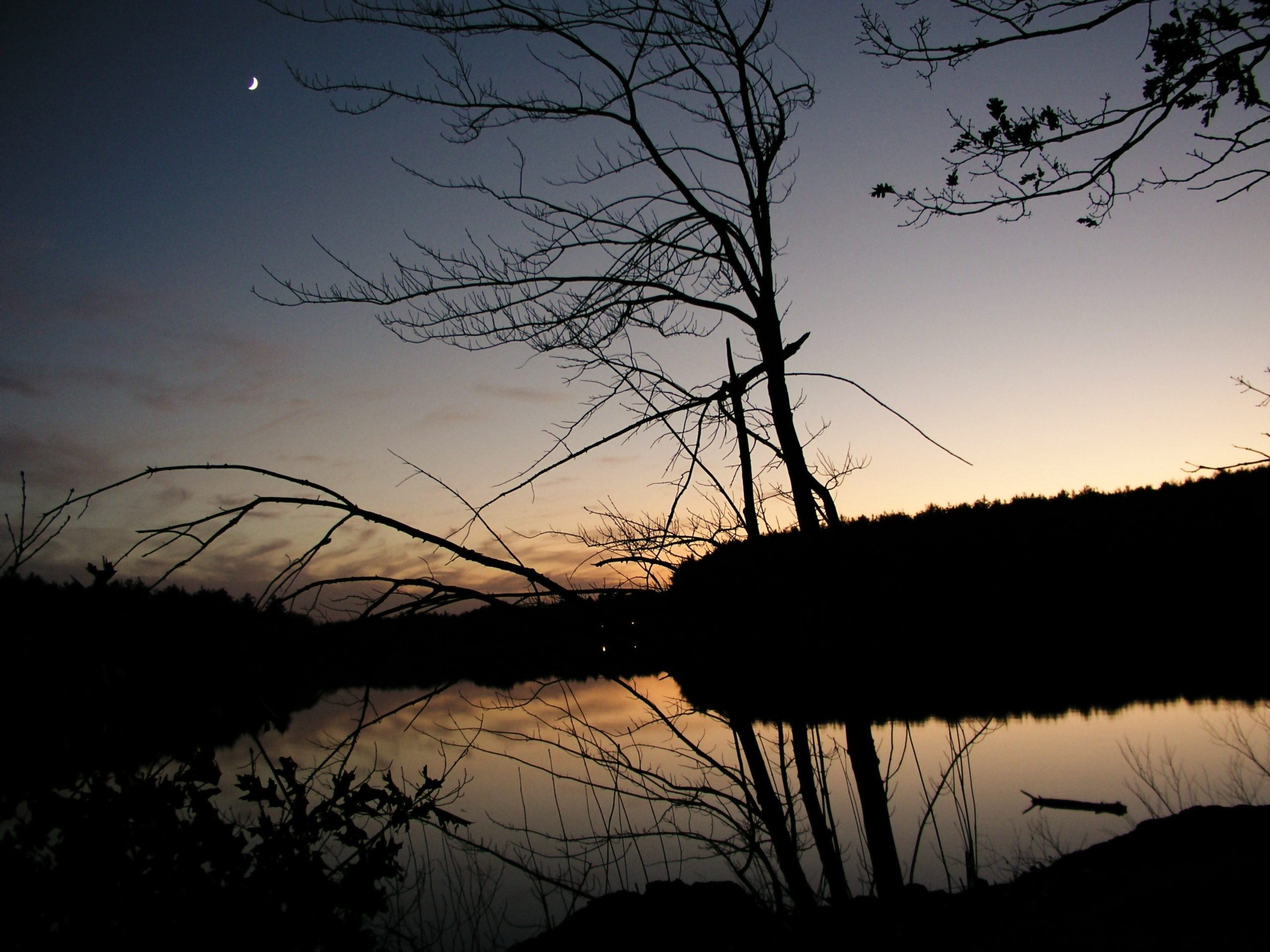
Sonnenuntergang über dem South Reservoir, Herbst 2009
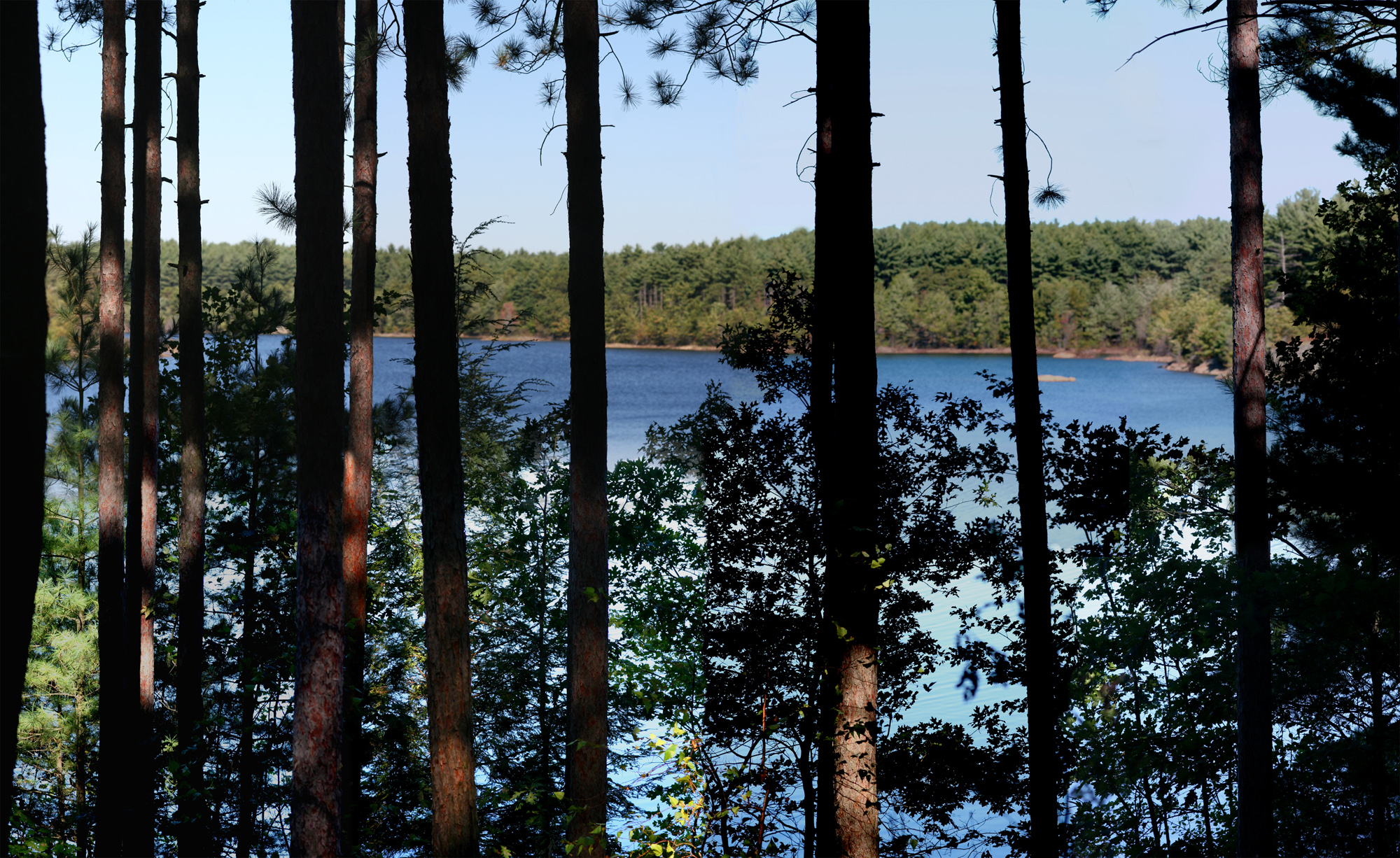
Das Middle Reservoir vom Damm aus gesehen, der es vom South Reservoir trennt
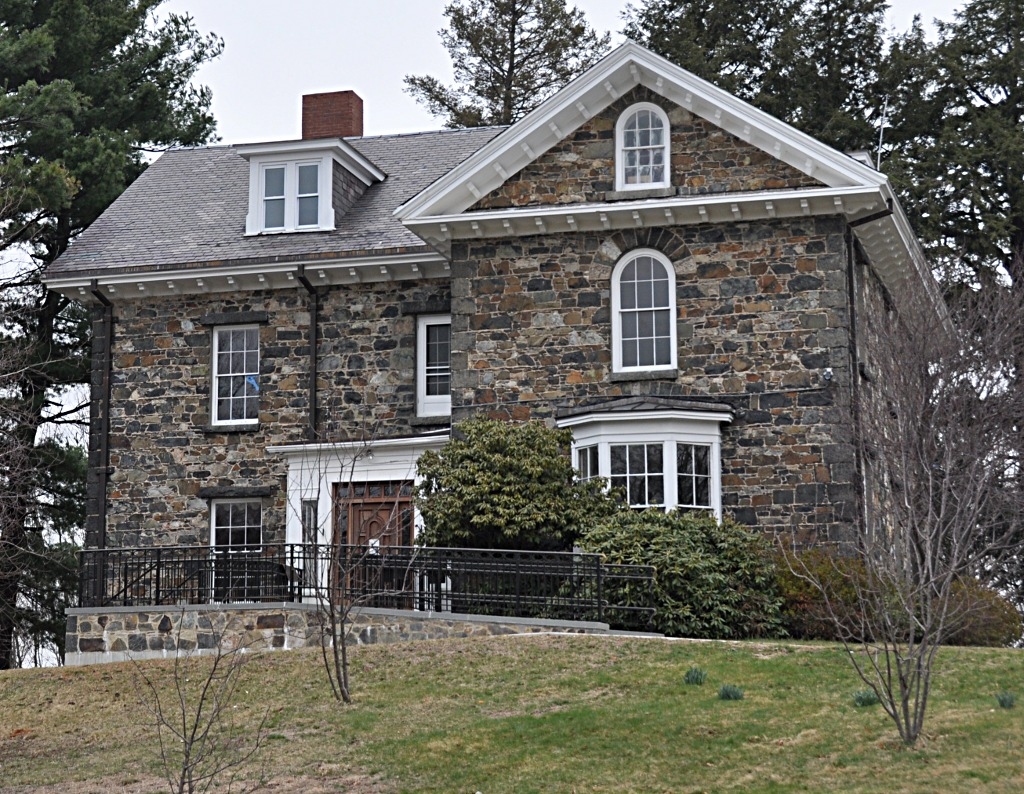
Das John Bottume House, das als Besucherzentrum dient
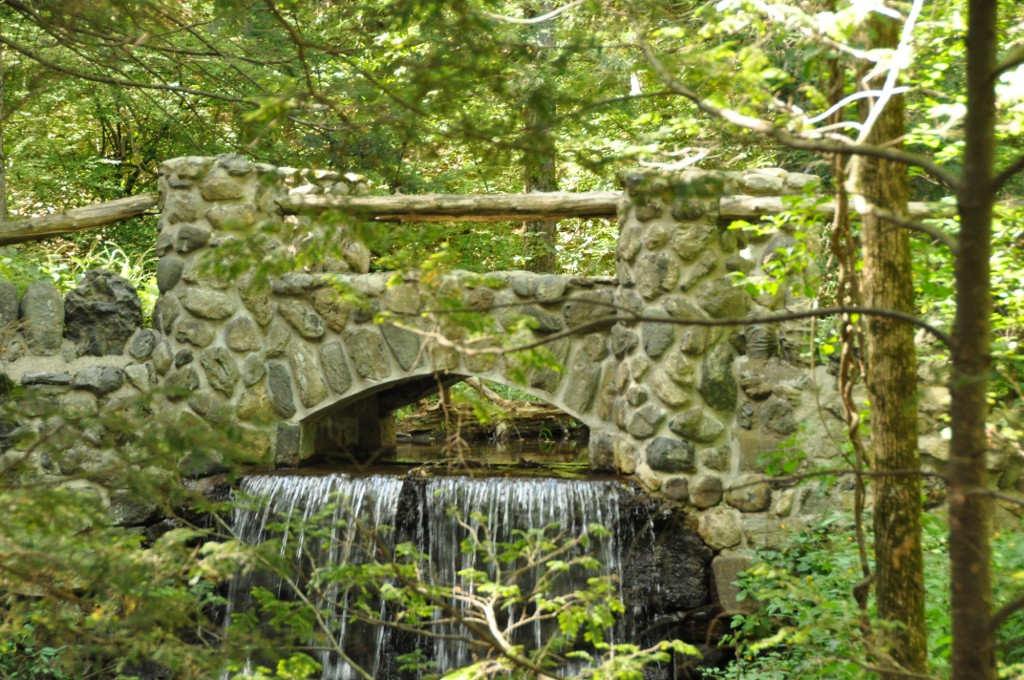
Brücke über einen Damm aus dem 18. Jahrhundert über den Spot Pond Brook